# Hogan's Alley (videogioco)
Hogan's Alley (ホーガンズアレイ?) è uno sparatutto con pistola ottica pubblicato nel 1984 da Nintendo per Nintendo Entertainment System. È uno dei primi giochi che richiedono la pistola ottica NES Zapper insieme a Wild Gunman e Duck Hunt, funzionante solo sui televisori a tubo catodico.
Il titolo ha ricevuto una versione per coin-op col nome di VS. Hogan's Alley. Ne è stata realizzata una conversione per Wii U che utilizza il Telecomando Wii come periferica di input.

## Modalità di gioco
In Hogan's Alley sono presenti tre modalità di gioco. Nelle prime due lo scopo del gioco è quello di sparare a sagome di cartone raffiguranti dei gangster, evitando di colpire quelle che rappresentano gli innocenti. L'ambientazione di queste due modalità è rispettivamente un poligono di tiro e una ricostruzione dell'eponimo vicolo.
La terza modalità, denominata Trick Shot, prevede di sparare ad alcuni barattoli che viaggiano da destra a sinistra attraverso lo schermo.

## Sviluppo
Hogan's Alley è il nome di un centro d'addestramento dell'FBI situato a Quantico, in Virginia. Nonostante l'apparente connessione con il videogioco, l'edificio prende il suo nome dall'omonimo fumetto.
Hogan's Alley è inoltre incluso come minigioco in WarioWare, Inc: Minigame Mania per Game Boy Advance ed in WarioWare: Touched! per Nintendo DS.
Una versione non autorizzata del gioco è stata prodotta da Cory Arcangel sostituendo i personaggi con la sagoma di Andy Warhol.